# Diplazon clypearis
Diplazon clypearis là một loài tò vò trong họ Ichneumonidae.